# Боґдани (Ольштинський повіт)
Боґдани (пол. Bogdany, нім. Bogdainen) — село в Польщі, у гміні Барчево Ольштинського повіту Вармінсько-Мазурського воєводства.
Населення — 53 особи (2011).
У 1975-1998 роках село належало до Ольштинського воєводства.

## Демографія
Демографічна структура станом на 31 березня 2011 року:
|          | Загалом | Допрацездатний вік | Працездатний вік | Постпрацездатний вік |
| -------- | ------- | ------------------ | ---------------- | -------------------- |
| Чоловіки | 30      | 2                  | 25               | 3                    |
| Жінки    | 23      | 3                  | 15               | 5                    |
| Разом    | 53      | 5                  | 40               | 8                    |